# Artemisia II de Caria
Artemisia (¿-351 a. C.), sátrapa de Caria desde el 353 a. C. hasta el 351 a. C..

## Contexto histórico
Artemisia era hija de Hecatomno, fundador de la dinastía Hecatómnida, la cual había gobernado la satrapía de Caria desde principios del siglo IV a. C., se casó con su hermano Mausolo, sátrapa desde la muerte del padre de ambos. Mausolo se había beneficiado del hecho que su señor, el rey persa aqueménida Artajerjes II, estaba envuelto en una lucha contra la tribu de los cadusianos, y su sucesor Artajerjes III estaba más interesado en Egipto. Así, Mausolo ganó una posición independiente considerable, habiendo tomado algunas ciudades griegas y pudiendo sellar tratos con otras como Cnosos como si de un verdadero soberano se tratara.

## Su gobierno

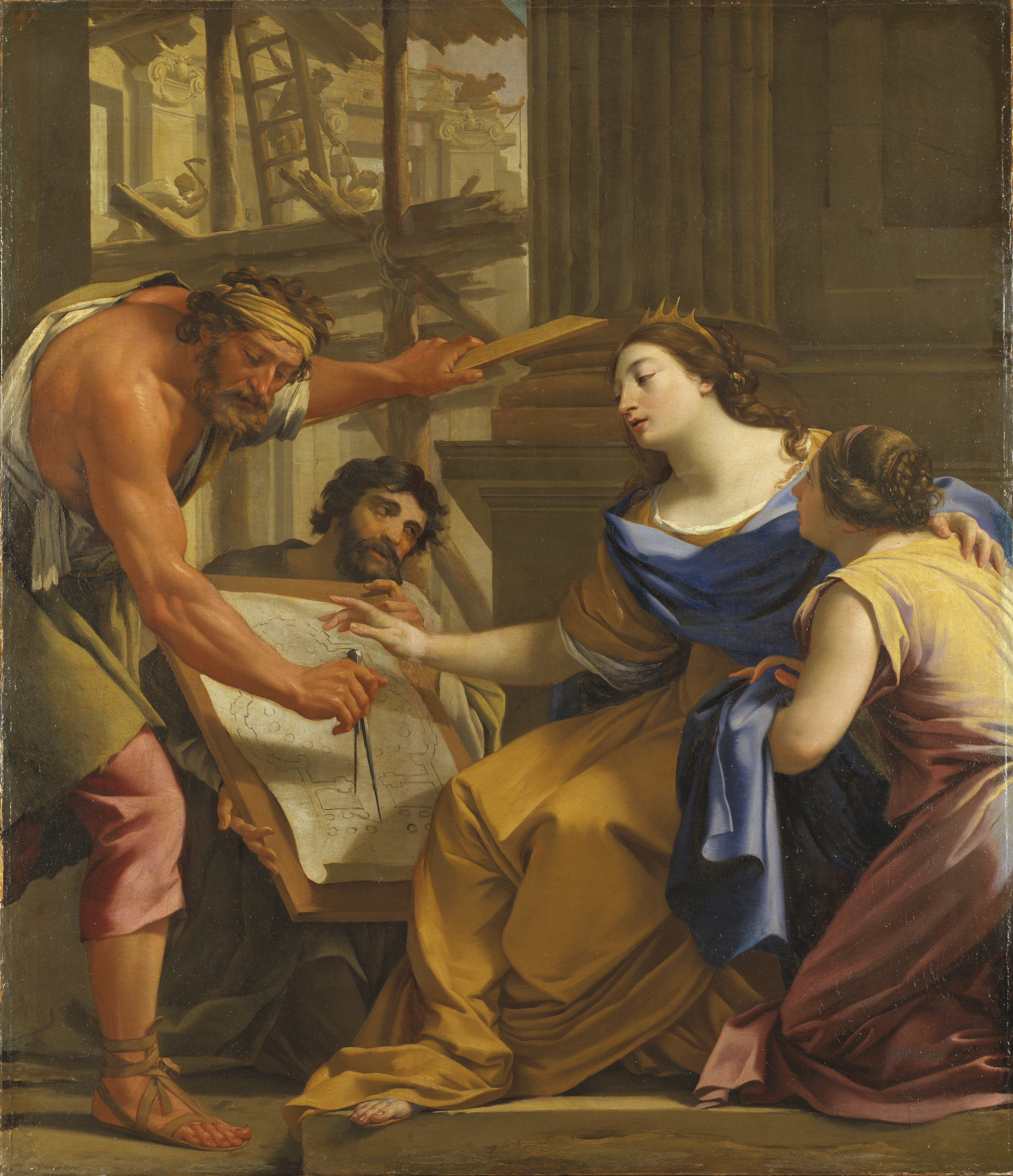
La pintura cuenta la historia de cómo la reina Artemisia de Caria en Asia Menor supuestamente ordenó la construcción del Mausoleo de Halicarnaso en memoria de su esposo, Mausolo (352 a. C.).

Cuando Mausolo falleció en el 353 a. C., Artemisia le sucedió. Siguió una política cuidadosa con respecto a Artajerjes III pero continuó con la misma que su marido en los asuntos griegos. Esto provocó un conflicto con la cercana Rodas, que decidió conquistar la capital de Caria, Halicarnaso, iniciando un sitio. Sin embargo, los invasores incurrieron en un grave error táctico. Desde su palacio en la isla Real, Artemisia pudo ver como los rodios habían ocupado el puerto del este, desde donde no podían ver qué pasaba en el del oeste. En un ataque relámpago, Artemisia fue capaz de sorprender a los rodios capturando su flota obligándoles a rendirse. Se dirigió entonces a Rodas con los navíos capturados y creyendo los rodios que los suyos volvían a casa, no opusieron resistencia al atraque, por lo que Rodas fue de nuevo ocupada por los carios. El gobierno de Artemisia quedó libre de amenazas, pero ella murió a los dos años.
A Artemisia se la conoce más por el extraordinario dolor que provocó en ella la muerte de su marido. Se dice que mezclaba las cenizas de este en sus bebidas diarias, y que se fue apagando gradualmente de duelo hasta su muerte. Indujo a los más eminentes retóricos griegos a proclamar en su oratoria alabanzas a Mausolo, e invitó a arquitectos y escultores de renombre a Halicarnaso para decorar el monumento sepulcral de su marido, el llamado Mausoleo, que fue reconocido como una de las Siete Maravillas del Mundo Antiguo, y que fue probablemente también su lugar de reposo final.
Fue sucedida sucesivamente por su hermano Hidrieo y su hermana Ada, que también eran marido y mujer.